# Радоставка
Радоста́вка (Радославка) — річка в Україні, у межах Золочівського та Шептицького районів Львівської області. Ліва притока Стиру (басейн Прип'яті).

## Опис
Довжина Радоставки 29 км, площа басейну 397 км². Долина невиразна. Заплава завширшки до 500 м, заболочена. Ширина річки 5—10 м, глибина до 1 м. Похил річки 0,45 м/км.

## Розташування
Витоки розташовані на околиці села Заводського. Тече переважно на північний схід територією Бродівської рівнини. Впадає у Стир між селами Кути і Станіславчик.

## Притоки
- Березівка (ліва),
- Майданський (ліва). Починається на південно-східній стороні від села Криве. Тече переважно на південний схід і впадає у Радоставку біля села Трійця. Населені пункти вздовж берегової смуги: Дубини, Оглядів, Старий Майдан[1][2][3].
- Пуста (права).